# Catedral Regina Mundi (Buyumbura)
La Catedral Regina Mundi o bien Catedral de Regina Mundi de Buyumbura (en francés:  cathédrale Regina Mundi de Bujumbura) es el nombre que recibe un edificio religioso que pertenece a la Iglesia católica y que se localiza en la ciudad de Buyumbura, que es la capital nacional y esta al oeste del país africano de Burundi.
Funciona como la sede de la arquidiócesis de Buyumbura (en latín: Archidioecesis Buiumburaensis) que fue creada el 25 de noviembre de 2006 por el papa Benedicto XVI mediante la bula Cum ad aptius.
Sigue el rito romano y está incluida en la provincia eclesiástica de Buyumbura. Esta bajo la responsabilidad pastoral del arzobispo Evariste Ngoyagoye.